# Грантсау, Рольф
Рольф Грантсау (25 марта 1928, Киль — 25 июня 2015, Сан-Паулу) — германо-бразильский натуралист и иллюстратор.

## Биография
С ранней юности Гранцау интересовался природой и дикими животными. После окончания Второй мировой войны сначала работал в Зоологическом институте Кильского университета. Там он изучал основы таксидермии и научной иллюстрации. Он посещал и лекции по зоологии, но не мог получить диплом из-за отсутствия средней школы. В университете он познакомился с Марией и Гансом-Вильгельмом Кепке, которые позже пригласили его в Перу для исследования птиц. Из-за женитьбы (в 1957 году) он сначала отказался от этих планов и несколько лет спустя начал работать в Институте исследований птиц «Птичья гвардия Гельголанда». После двух с половиной лет на Гельголанде он решил осуществить свою мечту и изучить либо райских птиц, либо колибри в их естественной среде обитания. Под руководством Эрвина Штреземана он изучал орнитологию, после чего решил эмигрировать с семьёй в Бразилию, что и сделал в 1962 году. Работал над таксономией птиц, млекопитающих, рептилий, насекомых, орхидных, насекомоядных растений, лишайников и др. Был таксидермистом и иллюстратором, делая зарисовки для своих собственных трудов (в том числе книг) и работ коллег.

## Семья
Состоял в браке, имел двух детей: Марион Гранцау-Энгельбрехт и Инго Гранцау.

## Таксоны
Учёный описал следующие таксоны:
- Augastes scutatus ilseae 1967
- Phaethornis maranhaoensis 1968
- Threnetes loehkeni 1969
- Eupetonema macroura cyanoviridis 1988
- Hylocharis cyanus griseiventris 1988
- Phaethornis ochraceiventris camargoi (= Phaethornis margarettae) 1988
- Phaethornis pretrei minor 1988
- Amazona kawalli 1989 (совместно с Hélio Camargo)
- Charadrius wilsonia brasiliensis 2008 (вместе с P.C. Lima)
- Caprimulgus longirostris pedrolimai 2008

## Публикации
- Sôbre o gênero Augastes, com a descrição de uma subespécie nova (Aves, Trochilidae) // Papéis Avulsos de Zoologia, Museu de Zoologia da Universidade de São Paulo. — 1967. — Т. 21, № 3. — P. 21–31.
- link.springer.com Die Wiederentdeckung der brasilianischen Kolibris Augastes scutatus und Augastes lumachellus // Journal of Ornithology. — 1968. — Т. 109, № 4. — P. 434–437. — doi:10.1007/BF01671577.
- Uma nova espécie de Phaethornis (Aves, Trochilidae) // Papéis Avulsos de Zoologia, Museu de Zoologia da Universidade de São Paulo. — 1969. — Т. 22, № 7. — P. 57—59.

## Память
В его честь были названы виды Drosera grantsaui (хищное растение), Gnomidolon grantasaui (жук) и Formicivora grantsaui (птица).